# 咸鱼之王
《咸鱼之王》是疯狂游戏開發的一款三國題材放置遊戲，遊戲最早於2021年作為微信小遊戲在微信上發佈，2022年4月iOS和Android手機上推出獨立應用軟件。

## 玩法
《咸鱼之王》採用放置遊戲的遊玩方式，玩家在遊戲中負責指揮廚房的「咸鱼」對抗入侵廚房的一波波敵人，玩家通過招募系统獲得戰鬥單位「咸鱼武將」，咸鱼武將的原型為三國時期歷史人物，再用手上的咸鱼武將組成隊伍對抗入侵的敵人。戰鬥時，玩家可以手動點擊能加速咸鱼武將的攻擊速度。戰鬥中獲得的資源可用於升級咸鱼武將，加強角色後再挑戰更高難度的關卡。玩家不遊玩時，根據現實流逝的時間也能獲得戰鬥資源。

## 開發及發行
《咸鱼之王》是疯狂游戏開發的遊戲，疯狂游戏以開發微信上的休閒題材小遊戲為主，《咸鱼之王》於2021年在微信上發佈。2021年3月4日，遊戲的行動端獲得国家新闻出版署批出的游戏版号，遊戲獲準在中國大陸商業發行。2022年4月，正式在手機平台上推出獨立應用軟件。港澳台的遊戲營運由途游游戏負責，2023年7月21日iOS和Android版正式公測。遊戲在2022年7月之後，加大了廣告素材投放量，同時製作組還在微信視頻號和抖音x星途发行人计划上鼓勵自媒體創作宣傳作品。根據DataEye統計，2022全年製作組投放了5萬組廣告素材，到2023年前11個月，製作組投放了189萬組廣告素材。
2024年8月29日，港澳台服宣佈遊戲將10月11日停服。

## 評價及反響
遊戲以很高的廣告素材投放和玩家數量引起中國大陸遊戲行業的關注，手游那点事評論員弦问稱《咸鱼之王》是「广告之王」，在《咸鱼之王》之前，沒有小遊戲會投放過百萬的廣告素材，廣告的內容也不顧及遊戲形象，種類五花八門，一些奇怪的廣告還被轉載到Bilibili等視頻網站上，成為話題。
游戏大观認為《咸鱼之王》明顯有莉莉丝游戏的《剑与远征》影子，遊戲玩法和其他同類放置遊戲相比更為「轻量化」，美術較一般小遊戲「精良」，登場的咸鱼武將都有「精心设计」。弦问稱讚遊戲玩法讓人上癮，「浅显易懂的战力系统，高密度的战力提升」持續吸引玩家繼續遊玩。
遊戲自2022年7月加大廣告投放後，長期位於微信平台休闲游戏榜前列，到2023年仍然能登上年度微信小游戏畅销榜第二名。根據Sensor tower統計，iOS版上線首月營收約1000萬人民幣，上線第一年iOS版總營收5.5億人民幣。游戏大观根據疯狂游戏對遊戲的投送廣告素材量估計，遊戲在2023年初iOS、Android和微信小遊戲三個平台上每月營收超過4億人民幣。根據Quest Mobile統計的《微信小程序用户规模TOP榜》，2023年3月《咸鱼之王》的每月活躍用戶數近8000萬人，月狐数据同年統計顯示，2023年8月，遊戲在微信平台上每月活躍用戶數近1.7億人。

## 外部連結
- 官方网站 （简体中文）